# Brongniartia cuneata
Brongniartia cuneata là một loài thực vật có hoa trong họ Đậu. Loài này được L.B.Sm. & B.G.Schub. miêu tả khoa học đầu tiên.